# Arthur von Salmuth
Arthur Viktor Wilhelm Ludwig Freiherr von Salmuth (* 19. März 1861 in Briesen; † 17. September 1937 in Berlin) war ein Berliner Polizeipräsident.

## Leben

### Herkunft
Arthur war ein Sohn des preußischen Generalleutnants Ludwig von Salmuth (1821–1903) und dessen Ehefrau Dina, geborene von Bredow (1825–1900), eine Schwester des Generalleutnants Adalbert von Bredow.

### Karriere
Salmuth studierte Jura an der Ruprecht-Karls-Universität Heidelberg. 1883 wurde er im Corps Vandalia Heidelberg aktiv. Sein beruflicher Werdegang führte ihn über Hannover und Wiesbaden nach Homburg vor der Höhe. Von 1900 bis 1917 amtierte er als Landrat des Landkreises Liegnitz. Der preußische Innenminister berief ihn am 29. September 1917 zum Polizeipräsidenten von Berlin mit Dienstsitz in der Lichtenberger Alfredstraße. 1919 war von Salmuth an der Niederschlagung von Arbeiteraufständen beteiligt (Berliner Märzkämpfe). 1926 wurde er aus dem Polizeidienst entlassen. 

### Familie
Seine Ehefrau Else Freifrau von Salmuth (1872–1930) war die Tochter des Professors für Ventilations- und Heizungswesen, Hermann Rietschel. Aus der am 17. Juni 1890 geschlossenen Ehe gingen drei Kinder hervor: Hans-Joachim (1891–1945), Eva (1893–1941) und Curt (1895–1981), der mit Alwine geb. Röchling verheiratet war. Aus dieser Ehe stammten vier Enkelkinder: Sigismund (1928–2018), Wigand (1931–2006), Bernhardine (1938–1970) und Jutta von Salmuth. Arthur von Salmuth und seine Frau sind auf dem Friedhof in Ballenstedt begraben.